# Hầm mộ Paris

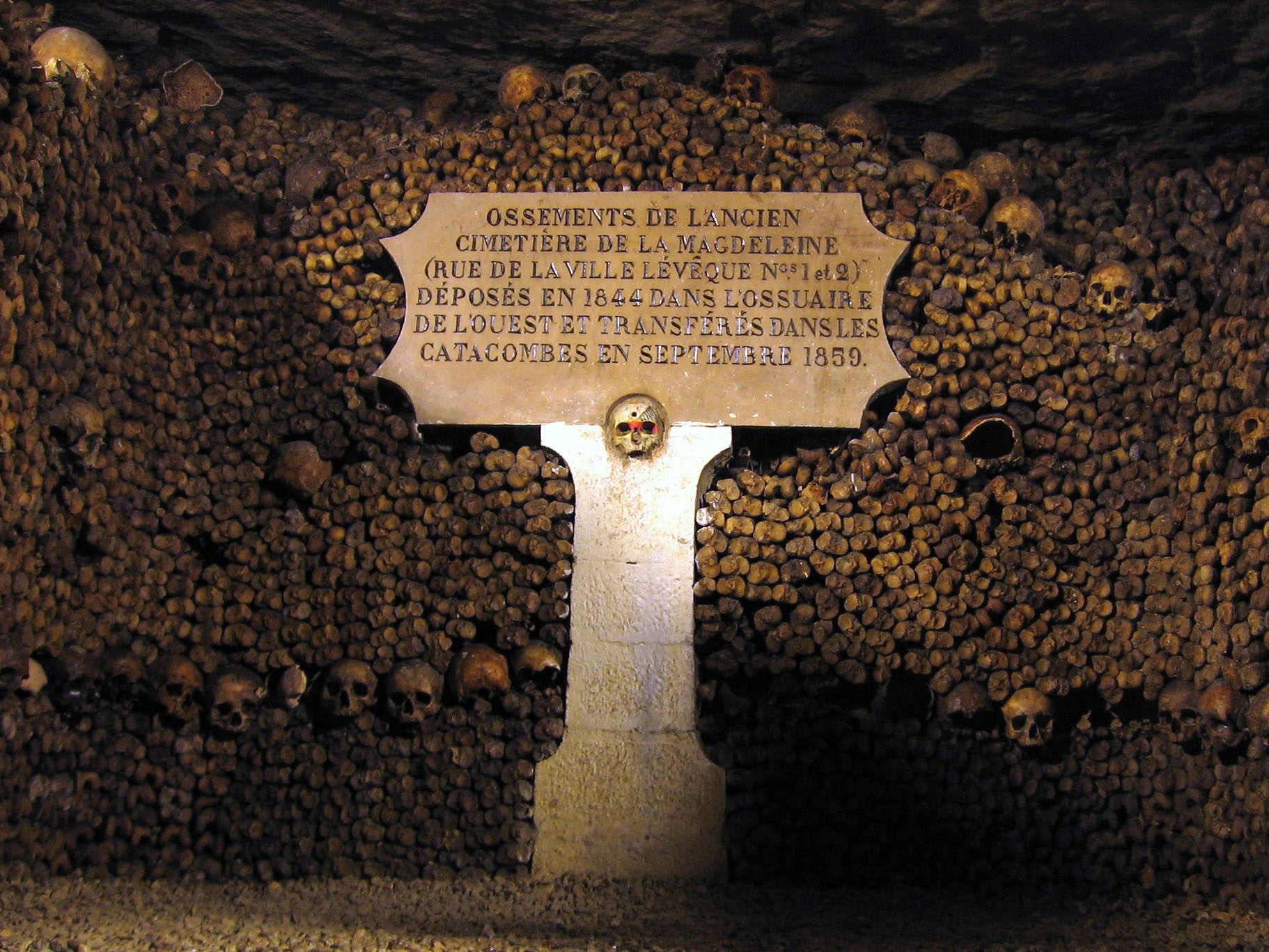
Các hài cốt từ nghĩa địa Magdeleine cũ

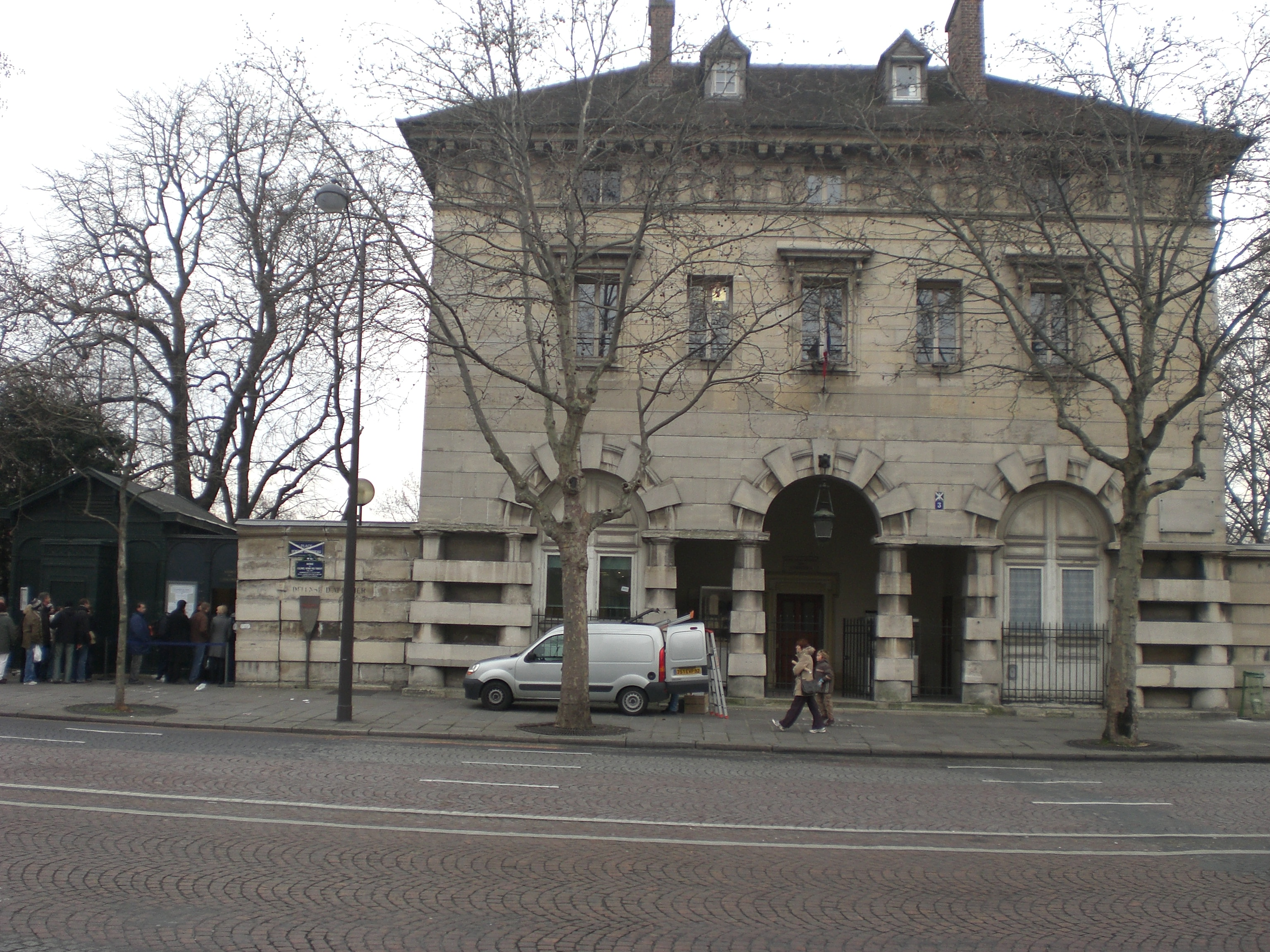
Lối vào hầm mộ

Hầm mộ Paris là một nghĩa địa của thành phố Paris. Nơi đây vốn là hầm mỏ cũ, từ năm 1786 được dành để chứa các hài cốt. Với chiều dài 1,7 km, địa điểm mở cửa cho khách viếng thăm của hầm mộ nằm ở quảng trường Denfert-Rochereau.
| Métro Paris | Bến tàu điện ngầm: Denfert-Rochereau |

## Lịch sử
Tới cuối thế kỷ 18, nghĩa địa Innocents nằm ở khu phố Les Halles được gần 6 thế kỷ, gây nên những vấn đề về vệ sinh. Sau nhiều lời phàn nàn của dân chúng, ngày 9 tháng 11 năm 1785, Hội đồng Quốc gia tuyên bố sẽ dẹp bỏ nghĩa địa này. Cùng với đó, các nghĩa địa khác của Paris cũng trở nên chật hẹp sau nhiều thế kỷ với các cuộc chiến tranh, dịch bệnh...
Hầm khai thác đá cũ nằm ở ngoại ô khi đó được chọn làm nơi chôn cất các hài cốt của nghĩa địa. Sau khi được cải tạo lại, từ ngày 7 tháng 4 năm 1786, công việc chuyển các hài cốt về nơi mới bắt đầu. Theo nghi lễ, việc chuyển rời này được thực hiện vào buổi đêm với sự tham gia của các tu sĩ cầu kinh cho những người đã khuất. Tới năm 1788 công việc mới hoàn thành. Tiếp theo đó, năm 1814 nơi đây lại đón nhận các hài cốt từ những nghĩa địa khác của Paris.
Từ khi được lập nên, Hầm mộ Paris gây ra nhiều tò mò. Năm 1787, bá tước Artois (tức vua Charles X tương lai) đã xuống đây cùng một nhóm phụ nữ. Năm tiếp theo, hai phu nhân Yolande de Polastron và một người nữa cũng đến đây. Năm 1814, François I của Áo tới thăm hầm mộ khi ở Paris. Vào năm 1860 hoàng đế Napoléon III cùng con trai cũng xuống xem Hầm mộ Paris.
Sau nhiều tháng đóng cửa để sửa chữa, ngày 14 tháng 6 năm 2005, Hầm mộ Paris được mở trở lại.

## Hầm mộ Paris trong văn hóa đại chúng
Hầm mộ Paris xuất hiện trong nhiều tác phẩm văn học, điện ảnh và cả trò chơi vi tính. Trong đó có thể kể đến một số như:
- Tiểu thuyết Phỏng vấn ma cà rồng (Interview with the Vampire) của Anne Rice
- Tiểu thuyết Trái tim hoàng gia (Revolution) của Jennifer Donnelly
- Tiểu thuyết Bí mật của Nicholas Flamel bất tử (The Secrets of the Immortal Nicholas Flamel) của Michael Scott
- Phim Thằng gù nhà thờ Đức Bà (The Hunchback of Notre Dame) của hãng Walt Disney
- Series phim LUPIN của netflix
- Trò chơi Tomb Raider III của công ty Core Design
- Anime Noir của hãng Bee Train
- Manga Hồi Kí Vanitas của tác giả Jun Mochizuki

## Hình ảnh

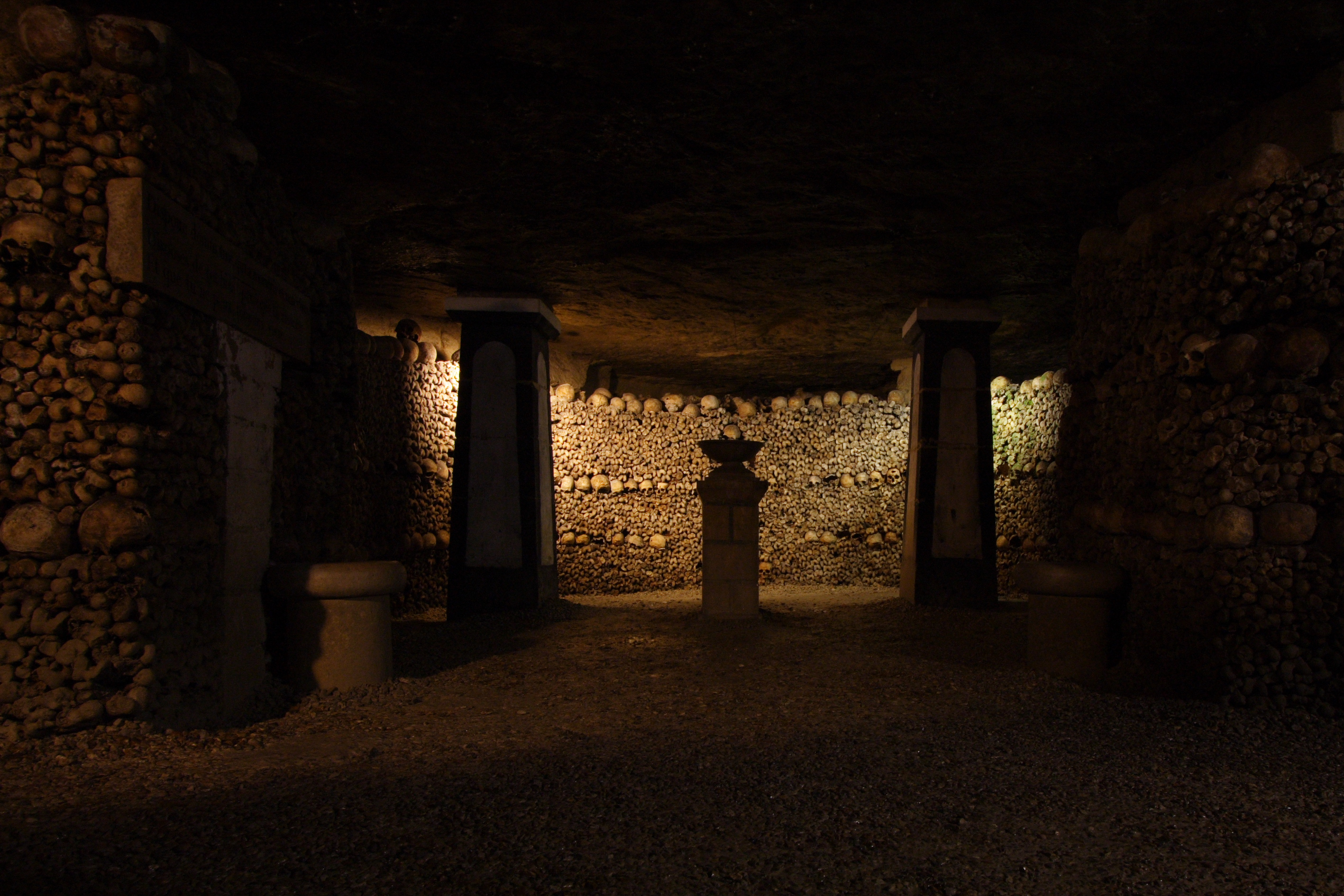
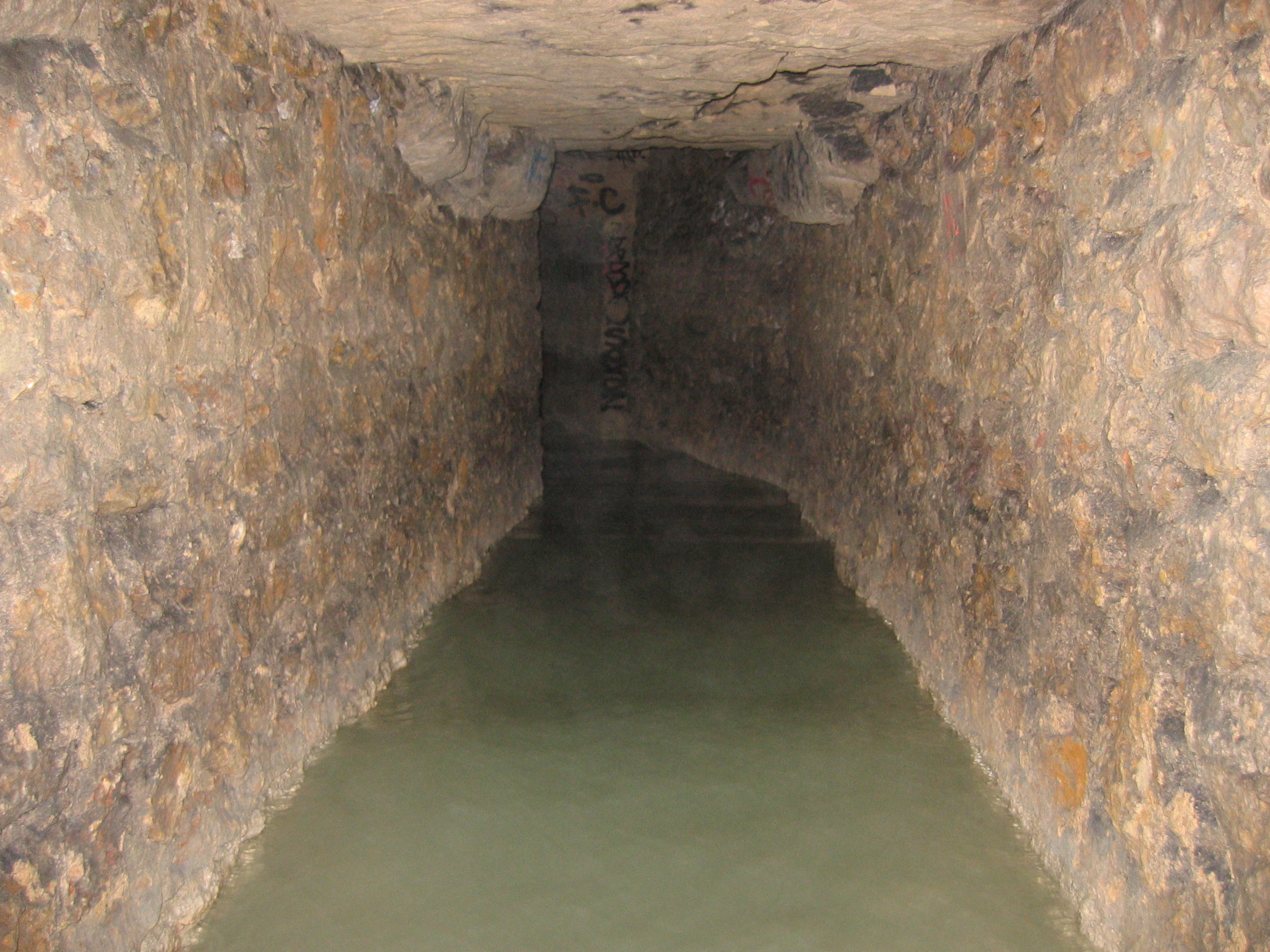
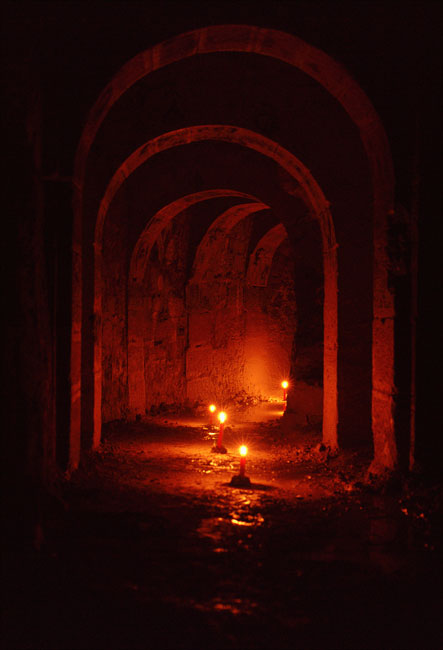
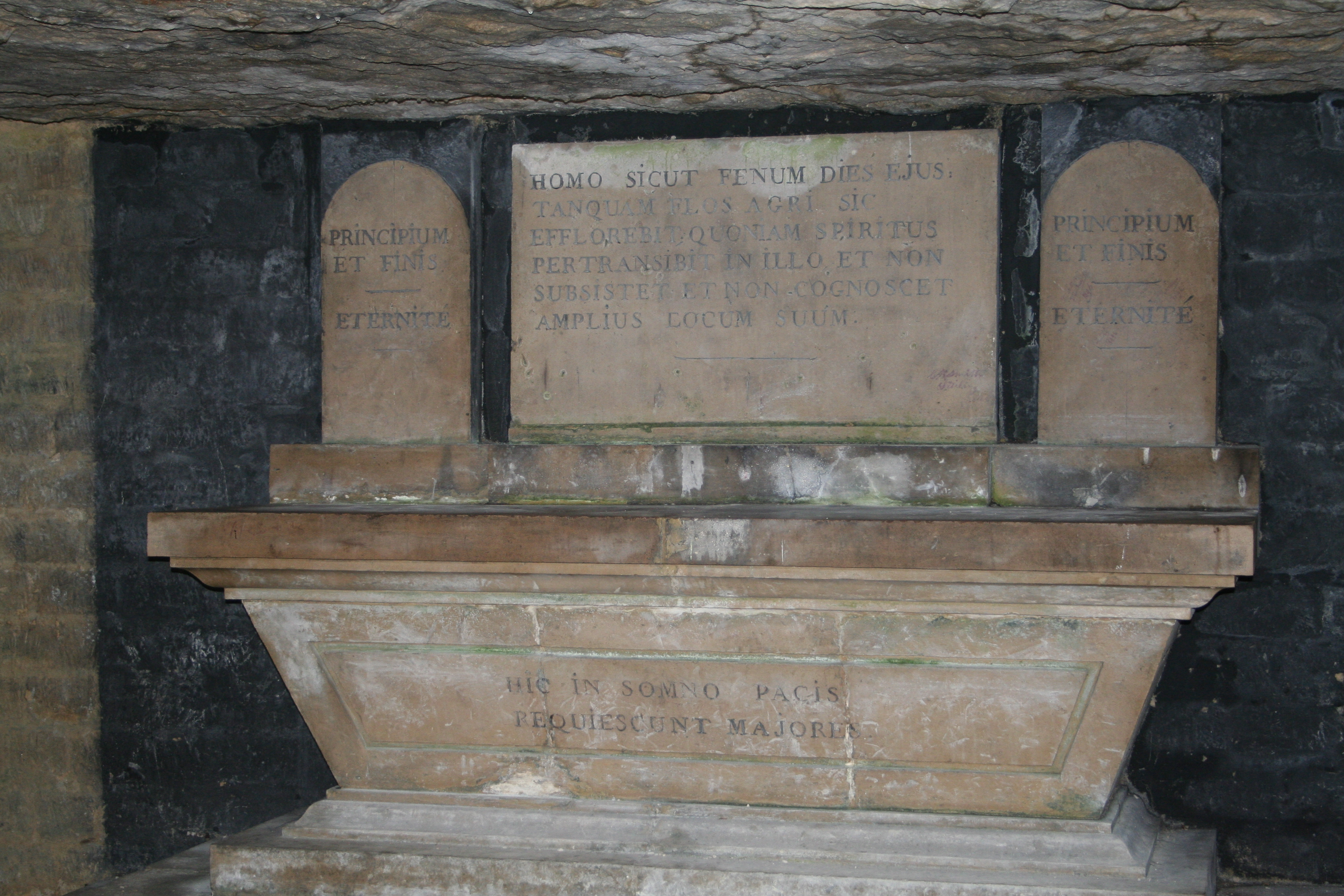
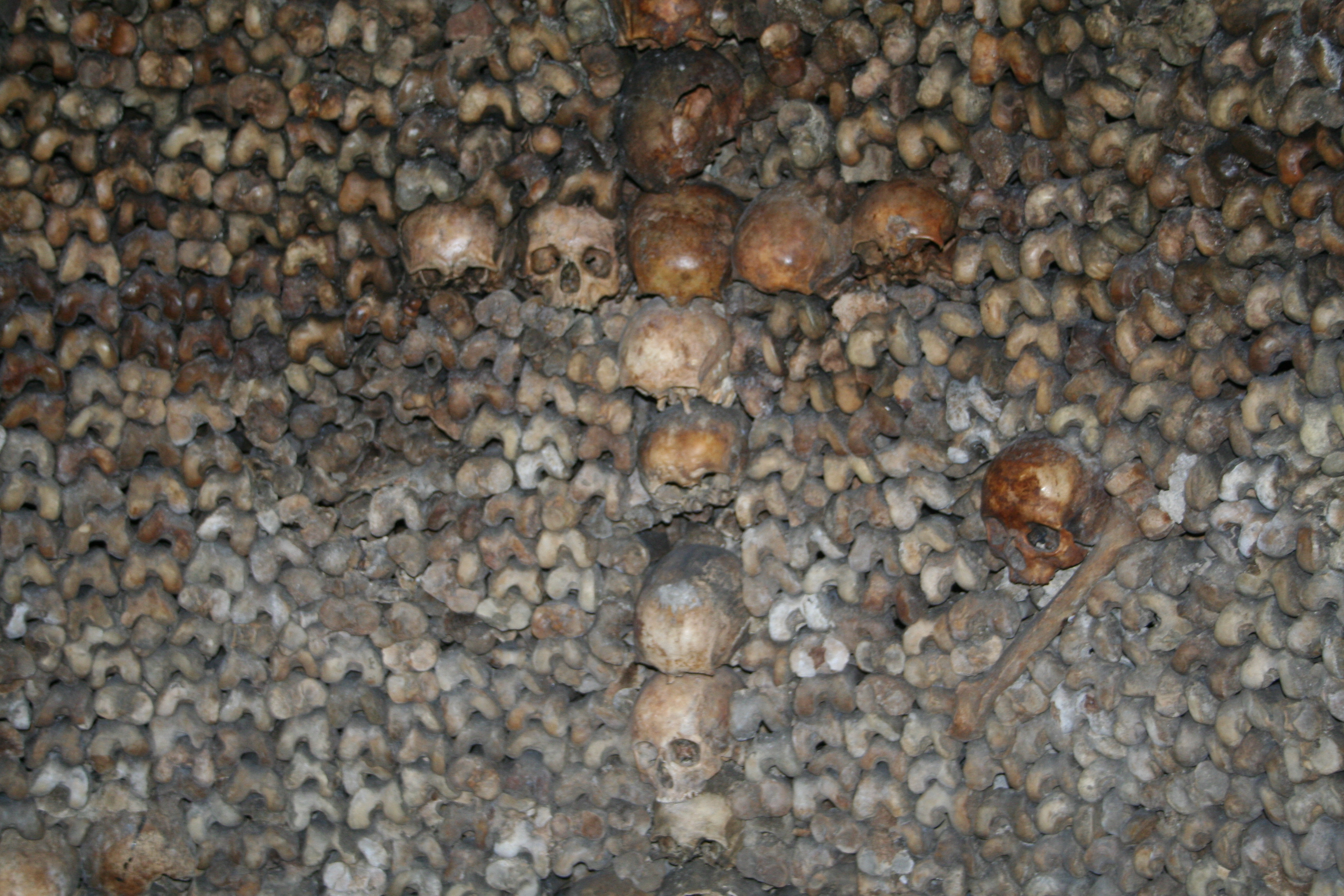
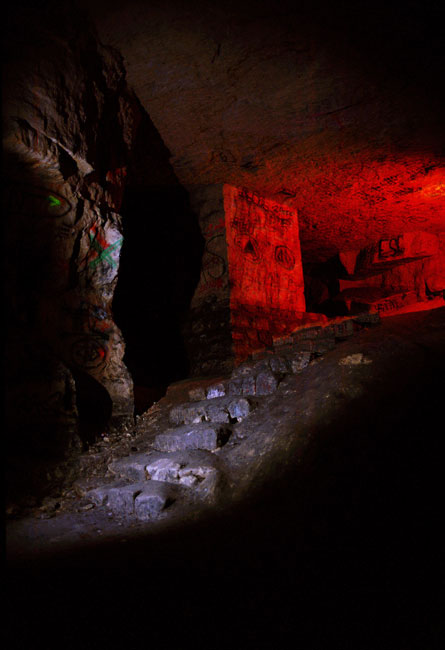